# Ján Pivarník
Ján Pivarník (* 13. listopadu 1947, Cejkov) je bývalý československý fotbalový reprezentant, slovenský fotbalista (krajní obránce) a fotbalový trenér. Mistr Evropy z roku 1976. Je manželem herečky Jarmily Koleničové, jeho synovcem je bývalý fotbalista a fotbalový trenér Roman Pivarník.

## Fotbalová kariéra
S fotbalem začínal v nedalekém Trebišově relativně pozdě, až ve svých 16 letech. Jeho kariéra měla však stoupající křivku. Již jako 20letý debutoval za národní tým na prestižním turnaji v Chile (v prosinci 1967) v zápase proti Santos FC, který v té době byl považován za nejlepší klubový tým na světě.
Nejprve hrál za domovský Slavoj Trebišov (1965–1966), poté ve VSS Košice (1966–1972), potom ve Slovanu Bratislava (1972–1978), se kterým získal celkem dva tituly mistra ČSSR (1974, 1975) a jednou Československý pohár. Následovala jedna sezóna za Duklu Banská Bystrica (1978–1979).
Ve 29 letech úspěšného reprezentanta „zradily“ oba menisky, navzdory tomu ještě působil jako hrající trenér v Kittsee (II. rakouská liga) i ve španělském Cadizu (I. liga), kde se potkal s krajanem Dušanem Galisem a nastoupil v nejvyšší španělské soutěži ve 3 utkáních. Poté, když definitivně pověsil kopačky na hřebíček, dělal asistenta trenéra v Austrii Memphis (v současnosti Austria Vídeň), pak ve Sportingu Lisabon, kde hlavním trenérem byl Jozef Vengloš. Sám však měl ambice stát se prvním trenérem na lavičce. Štěstí našel v exotické Asii, kde působil téměř 20 let. Jako hlavní trenér působil hlavně v arabských zemích – v Kuvajtu, Saúdské Arábii, Kataru, Ománu i Spojených arabských emirátech. S týmem Al Qadisiya získal v roce 1994 Asijský pohár.
V československé reprezentaci nastoupil ve 39 utkáních, v 1. lize dal v 267 zápasech 14 gólů. Nejlepší československý fotbalista roku 1974. V Poháru mistrů evropských zemí nastoupil ve 2 utkáních a v Poháru UEFA nastoupil ve 3 utkáních.

## Zajímavost
V lednu 1970 ho pražská Sparta pozvala na velký zájezd, avšak VSS Košice odmítly, protože to považovaly za první krok Sparty k jeho získání. Spartě to navrhl trenér Jozef Marko, protože mohl před MS 1970 získat zkušenosti. Pivarník chtěl v Praze studovat, dokonce se Spartou už trénoval, později dojížděl do Košic k zápasům, ale VSS mu přestup nepovolily, a tak se vrátil domů. Když se Pivarník později přiženil do Bratislavy, získal ho "bez boje" Slovan Bratislava.

## Ligová bilance
| Ročník                                     | Zápasy | Góly | Klub              |
| ------------------------------------------ | ------ | ---- | ----------------- |
| 1. československá fotbalová liga 1966/1967 | 26     | 2    | VSS Košice        |
| 1. československá fotbalová liga 1967/1968 | 26     | 1    | VSS Košice        |
| 1. československá fotbalová liga 1968/1969 | 26     | 1    | VSS Košice        |
| 1. československá fotbalová liga 1969/1970 | 27     | 1    | VSS Košice        |
| 1. československá fotbalová liga 1970/1971 | 21     | 0    | VSS Košice        |
| 1. československá fotbalová liga 1971/1972 | 16     | 3    | VSS Košice        |
| 1. československá fotbalová liga 1972/1973 | 27     | 2    | Slovan Bratislava |
| 1. československá fotbalová liga 1973/1974 | 29     | 1    | Slovan Bratislava |
| 1. československá fotbalová liga 1974/1975 | 25     | 0    | Slovan Bratislava |
| 1. československá fotbalová liga 1975/1976 | 22     | 1    | Slovan Bratislava |
| 1. československá fotbalová liga 1976/1977 | 18     | 2    | Slovan Bratislava |
| 1. československá fotbalová liga 1977/1978 | 4      | 0    | Slovan Bratislava |
| Primera División 1981/82                   | 3      | 0    | Cádiz CF          |
| CELKEM                                     | 270    | 14   |                   |